# Lonchoptera alexeji
Lonchoptera alexeji är en tvåvingeart som beskrevs av Kuznetzov och Kuznetzova 1995. Lonchoptera alexeji ingår i släktet Lonchoptera och familjen spjutvingeflugor. Inga underarter finns listade i Catalogue of Life.